# Leonardo Olivera Troncoso
Leonardo Andrés Olivera Troncoso (Curacaví, 8 de junio de 1987) es un futbolista chileno que juega de delantero.

## Clubes
| Club                 | País   | Año       |
| -------------------- | ------ | --------- |
| Unión Quilpué        | Chile  | 20100     |
| Deportes Temuco      | Chile  | 2008-2009 |
| Naval de Talcahuano  | Chile  | 2010      |
| Cobreloa             | Chile  | 2010      |
| Vasalunds IF         | Suecia | 2011      |
| San Luis de Quillota | Chile  | 2012      |
| Unión San Felipe     | Chile  | 2012      |
| Magallanes           | Chile  | 2013-2014 |
| Iberia               | Chile  | 2015      |
| Sitra Club           | Baréin | 2016      |
| Curicó Unido         | Chile  | 2016-2017 |
| San Marcos de Arica  | Chile  | 2017      |
| Deportes Valdivia    | Chile  | 2018      |
| Deportes Melipilla   | Chile  | 2019      |
| Cobresal             | Chile  | 2020-2021 |
| Cobreloa             | Chile  | 2021      |

## Palmarés

### Títulos nacionales
| Título    | Club         | País  | Año     |
| --------- | ------------ | ----- | ------- |
| Primera B | Curicó Unido | Chile | 2016-17 |

### Distinciones individuales
| Distinción                                                 | Año  |
| ---------------------------------------------------------- | ---- |
| Máximo goleador de la Tercera División de Chile (26 goles) | 2008 |